# Birth of the Cruel
Birth of the Cruel è un brano musicale del gruppo musicale statunitense Slipknot, terza traccia del loro sesto album in studio We Are Not Your Kind, pubblicato il 9 agosto 2019 dalla Roadrunner Records.

## Descrizione
Il brano è stato reso disponibile per l'ascolto il 5 agosto 2019, a quattro giorni di distanza dall'uscita dell'album. Il titolo è un gioco di parole basato sulla storpiatura di Birth of the Cool, album del 1957 del trombettista jazz Miles Davis.

## Accoglienza
Il brano è stato accolto positivamente dalla critica specializzata. Merlin Alderslade di Louder lo ha definito «martellante, minaccioso e pieno di groove uscito da una compilation di Robb Flynn» che suonava più «sinistro» rispetto al primo singolo Unsainted, pur definendolo «più meditabondo» di quest'ultimo e dell'altro singolo Solway Firth; l'autore ha inoltre spiegato come la performance vocale di Corey Taylor sia quella di «un maniaco direttore d'orchestra che è a capo della sinfonia più folle del mondo». Jordan Bassett di NME, nella sua analisi del testo, ha notato come nel ritornello gli Slipknot del 2019 abbiano molto in comune con quelli che hanno realizzato l'album omonimo del 1999.

## Classifiche
| Classifiche (2019)               | Posizione massima |
| -------------------------------- | ----------------- |
| Stati Uniti (rock & metal)       | 9                 |
| Stati Uniti (rock & alternative) | 14                |